# Kiril Kunev
Kiril Kunev (en búlgaro: Кирил Кунев; Galabovo, Bulgaria, 19 de abril de 1968) es un deportista búlgaro, nacionalizado australiano, que compitió en halterofilia.
Ganó tres medallas en el Campeonato Mundial de Halterofilia entre los años 1989 y 1993, y dos medallas en el Campeonato Europeo de Halterofilia, oro en 1989 y plata en 1990.
Participó en dos Juegos Olímpicos de Verano, ocupando el cuarto lugar en Atlanta 1996 y el decimocuarto en Sídney 2000.

## Palmarés internacional
| Representando a Bulgaria  |                       |                   |           |
| Campeonato Mundial        |                       |                   |           |
| Año                       | Lugar                 | Medalla           | Categoría |
| 1989                      | Atenas (Grecia)       | Medalla de oro    | 82,5 kg   |
| 1990                      | Budapest (Hungría)    | Medalla de bronce | 82,5 kg   |
| Campeonato Europeo        |                       |                   |           |
| Año                       | Lugar                 | Medalla           | Categoría |
| 1989                      | Atenas (Grecia)       | Medalla de oro    | 82,5 kg   |
| 1990                      | Ålborg (Dinamarca)    | Medalla de plata  | 82,5 kg   |
| Representando a Australia |                       |                   |           |
| Campeonato Mundial        |                       |                   |           |
| Año                       | Lugar                 | Medalla           | Categoría |
| 1993                      | Melbourne (Australia) | Medalla de bronce | 83 kg     |